# 紅旗・E-QM5
E-QM5は、中華人民共和国の自動車ブランド、紅旗の中型セダンの電気自動車である。

## 概要
2021年に海口国際新エネルギー車展およびコネクテッドモビリティショーで最初に展示された。
サスペンションは、フロントエンドにマクファーソンストラット式、リアにマルチリンク式を装備し、紅旗・H5ガソリンモデルとプラットフォームを共有している。

### デザイン
エクステリアデザインは、2019年にロールスロイスを離れて、中国の自動車メーカーである紅旗に採用された元ロールスロイスデザインヘッドのジャイルズテイラーが主導して行われていた。